# Dedky Zulkifli
Dedky Zulkifli – indonezyjski zapaśnik w stylu klasycznym.
Srebrny medalista igrzysk Azji Południowo-Wschodniej w 1997 i 2003. Dwunasty na mistrzostwach Azji w 2000 roku.